# Marfaux
Marfaux – miejscowość i gmina we Francji, w regionie Grand Est, w departamencie Marna.
Według danych na rok 1990 gminę zamieszkiwały 134 osoby, a gęstość zaludnienia wynosiła 20 osób/km².
Około kilometra na południowy wschód od Marfaux znajduje się brytyjski cmentarz wojenny z I wojny światowej, na którym pochowano ponad 1000 żołnierzy w tym około 300 bezimiennych.

## Galeria zdjęć

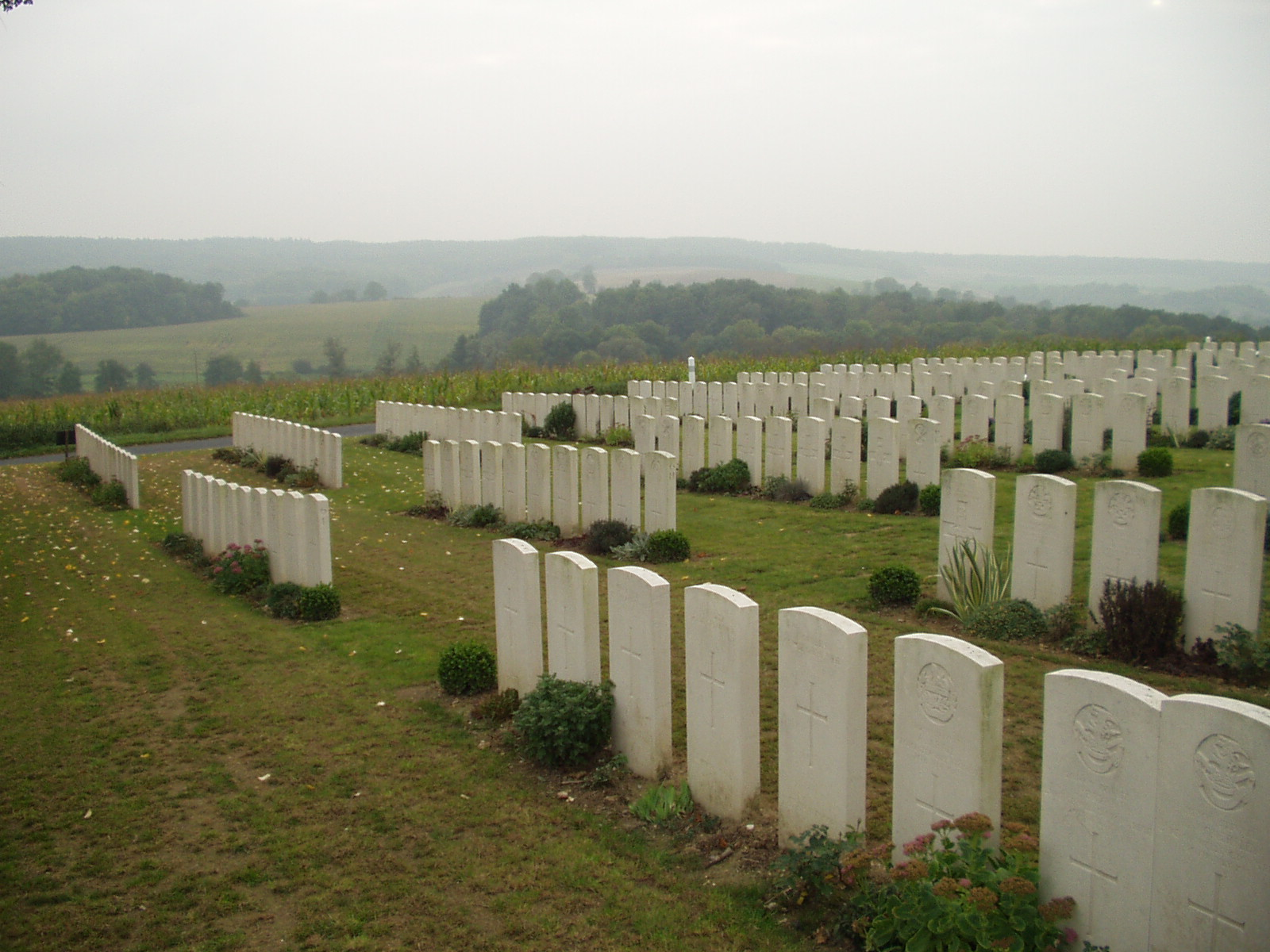
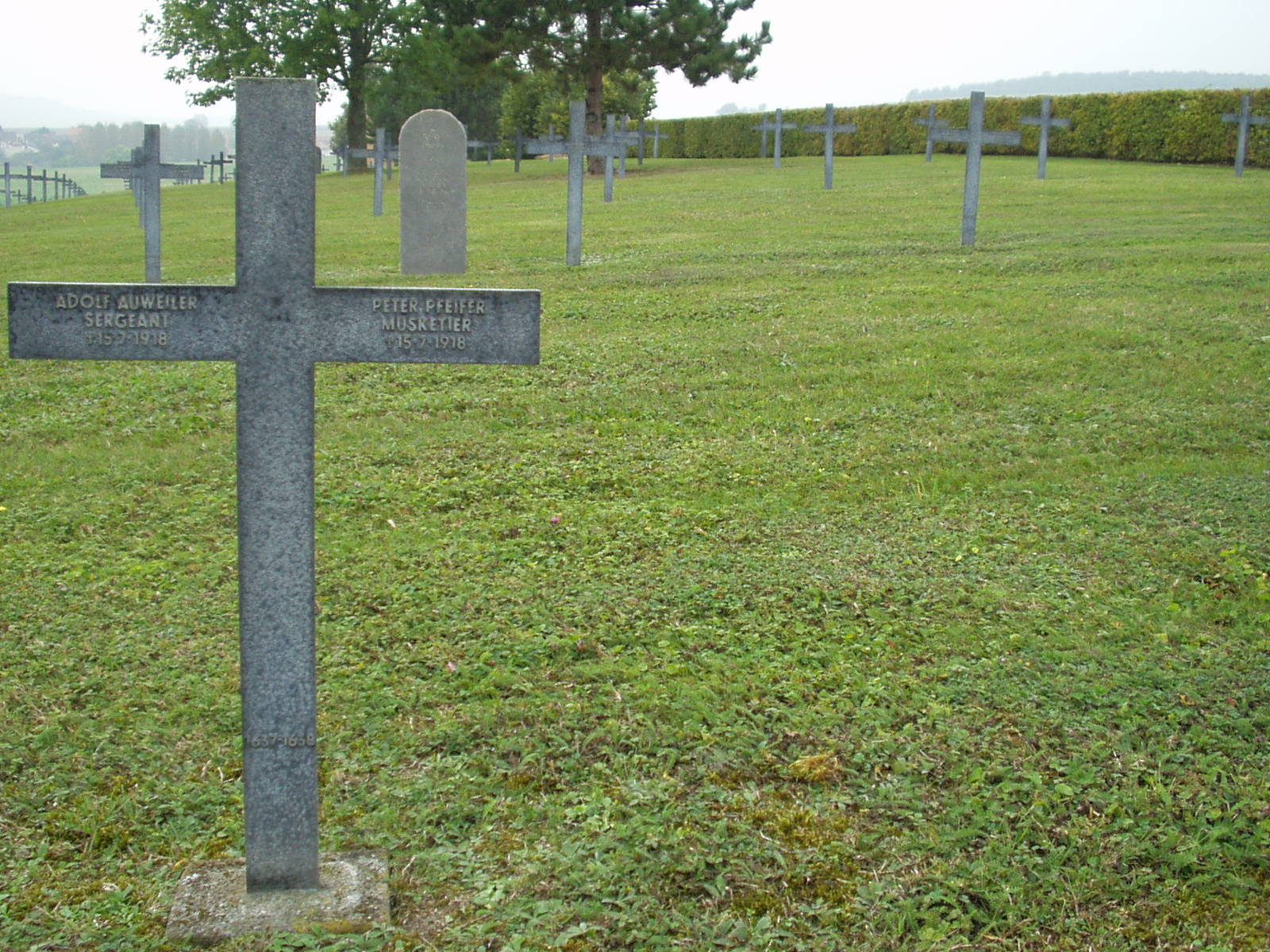
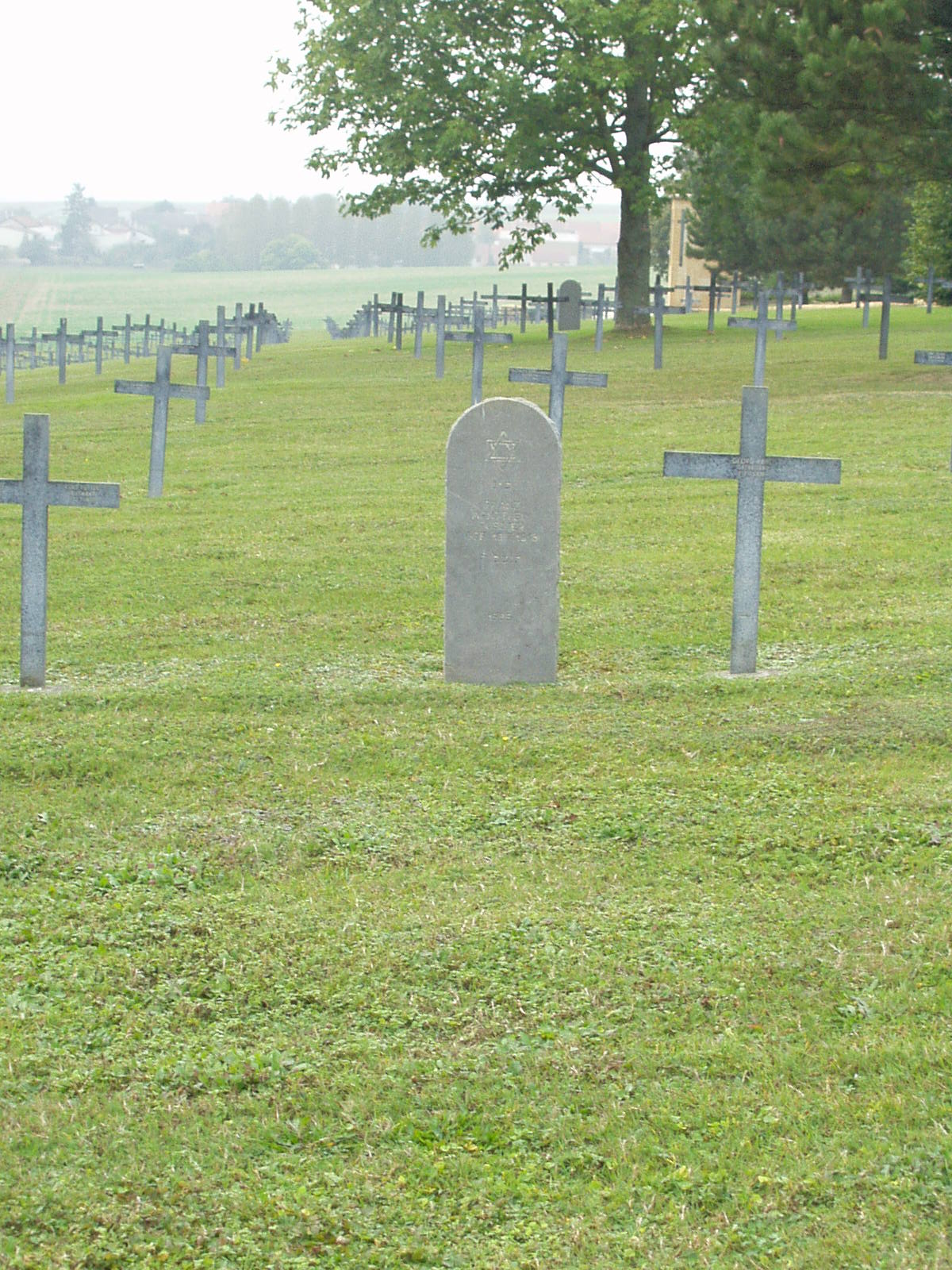